# Axiomatic
Axiomatic è una raccolta di racconti di fantascienza di Greg Egan del 1995.

## Racconti
Axiomatic contiene i seguenti racconti:
1. L'assassino infinito
2. Il diario da cento anni luce
3. Eugene
4. La carezza
5. Sorelle di sangue
6. Assiomatico
7. La cassetta di sicurezza
8. Vedere
9. Un rapimento
10. Imparare ad essere me
11. Il fossato
12. La passeggiata
13. La Carina
14. Nel cuore delle tenebre
15. Il dovuto amore
16. Il virologo morale
17. Più vicino
18. Orbite instabili nello spazio delle bugie

## Edizioni
- Greg Egan, Axiomatic, Urania n. 1470, Arnoldo Mondadori Editore, 2003.